# Der Auslanddeutsche
Der Auslanddeutsche war eine Zeitschrift in Stuttgart von 1918 bis 1944.

## Geschichte
Seit 1918 wurden Mitteilungen des Deutschen Ausland-Instituts in Stuttgart herausgegeben, dessen Vorsitzender Fritz Wertheimer war. Seit 1919 hießen sie Der Auslanddeutsche. Halbmonatsschrift für Deutschtum und Deutschkunde.
Diese berichtete über Themen der Deutschen im Ausland, besonders in den verlorenen Gebieten des Deutschen Reiches und Österreich-Ungarns  in dieser Zeit. Die inhaltliche Ausrichtung war deutschnational, die Strukturen der Weimarer Republik wurden aber akzeptiert. Einige Mitarbeiter waren  in den ersten Jahren  liberal eingestellt.
In den 1930er Jahren wurden die nationalsozialistischen Einflüsse stärker.
Seit Mitte 1936 hieß die Zeitschrift Der Auslandsdeutsche, seit 1938 Deutschtum im Ausland. 1944 wurde das Erscheinen eingestellt.